# Гєллєр Євгеній Борисович
Гє́ллєр Євге́ній Бори́сович (нар. 12 травня 1974) — український політик єврейського походження. Народний депутат України V, VI, VII і VIII скликань.

## Біографія
Народився 12 травня 1974 (м. Донецьк); дружина Тетяна Олександрівна (1973) — економіст ЗАТ «Укрсплав»; дочка Єлизавета (2001).
Освіта: Донецький політехнічний інститут (1991—1996), інженер-економіст, «Економіка і управління у машинобудуванні».

## Трудова діяльність
За рік до закінчення ВУЗу пішов працювати у приватне підприємство «Вікторія», директором якого був Василь Джарти. Воно спеціалізувалося на кольоровій металургії та машинобудуванні. Там хлопець у свої 21 років став заступником директора.
Пропрацювавши там всього рік, пішов на той же термін працювати у ЗАТ «Укрметалопродукт» начальником відділу менеджменту.
У 1997 році Геллєр заснував власну компанію «Укрсплав», яка займається переробкою лому та відходів кольорових металів. Вже у наступному 1998 році корпорація почала розширюватися та організувала повний цикл металургійної переробки кольорового металу. Це дозволило їй стати повним монополістом на українському ринку. 
В 2002 році, коли Євген Гєллєр пішов у велику політику, його бізнесом почав керувати донецький бізнесмен Спартак Кокотюха. Попри це, він постійно тримав руку на пульсі, що робиться у його власній корпорації.

## Політична діяльність
Народний депутат України 6-го скликання з 11.2007 від Партії регіонів, № 77 в списку. На час виборів: народний депутат України, член ПР.
Народний депутат України 5 скликання 04.2006-11.07 від Партії регіонів, № 79 в списку. На час виборів: президент футзального клубу «Шахтар», член ПР. Член Комітету з питань аграрної політики та земельних відносин (з 07.2006), член фракції Партії регіонів (з 05.2006), член Спеціальної контрольної комісії з питань приватизації (з 2006).
2004—2006 — президент, футзальний клуб «Шахтар».
2002—2006 — депутат Донецької облради, голова постійної комісії з питань молодіжної політики, фізичної культури і спорту.
5 червня 2012 голосував за проєкт Закону України «Про засади державної мовної політики», який посилює статус російської мови.
Президент ФК «Зоря» (Луганськ).

## Розслідування
Протягом 2015—2016 років його компанія «Укрсплав», яка перебуває на непідконтрольній Україні частині Донецької області, отримала державні замовлення на постачання газу до Маріуполя майже на 8 мільйон гривень.
Тоді виник скандал щодо юридичної адреси «Укрсплаву» в окупованому російськими військами Донецьку. Гєллєр відповідав представникам преси, що не зможе змінити юридичну адресу компанії через те, що держава надає ліцензії підприємствам згідно тієї адреси, де знаходяться їхні виробничі потужності. При цьому він підкреслював, що його «Укрсплав» платить податки виключно Україні та є абсолютно українською компанією. Хоча за інформацією деяких українських медіа, «Укрсплав» на той момент мав борг перед Україною у розмірі 26 млрд гривень.
У травні 2016 року прізвище Євгена Гєллєра засвітилося у «Амбарній книзі» Партії регіонів. Якщо вірити вказаним документам, політик у 2012 році як керівник Бюджетного комітету Верховної Ради отримував чималі суми грошей з тими чи іншими помітками. Наприклад, 160 тисяч доларів він начебто мав за приймання народних депутатів до складу владної коаліції у Верховній Раді України, 500 тисяч доларів Гєллєр нібито отримував за підкуп членів Центральної виборчої комісії під час парламентських виборів у тому році тощо. У відповідь Гєллєр заявляв, що ці документи є сфальсифікованими, а з сьогоднішніми технологіями можна намалювати все що завгодно. Проте на документах ЦВК ж підпис самого політика як розпорядника коштів виборчого фонду Партії регіонів.
Протягом 2014-2016 років Гєллєр активно торгував ломом та металом з власних підприємств, які базуються на окупованій росіянами частині Донеччини. Судячи по викладеним у той час в публічний доступ транспортним накладним, донецький бізнесмен відправляв вантаж із залізничної станції у Костянтинівці та приймав його на станції Мушкетове у Донецьку.
Наприклад, за весь 2016 рік Гєллєр вивіз на територію «ДНР» як мінімум 8,5 тисяч тонн лому кольорових металів. 
У 2018 році Національне агентство з питань запобігання корупції (НАЗК) розпочало повну перевірку декларацій Євгена Гєллєра. Відповідно до законодавства, перевірка мала бути завершена у встановлений 60-денний термін, однак цього не сталося, що спричинило її фактичний зрив. Згодом нове керівництво НАЗК повідомило про випадки приховування результатів перевірок народних депутатів попереднім керівництвом агентства, серед яких, ймовірно, була і перевірка декларацій Гєллєра.